# Cantorij (Aarschot)
De Cantorij is een kasteeltje in de Vlaams-Brabantse stad Aarschot, gelegen aan Begijnhof 29-31.
Oorspronkelijk woonde hier de cantor, die kanunnik was van de Onze-Lieve-Vrouwekerk. Deze cantorij werd gesloopt en in 1890 werd er door burgemeester Coomans de Brachène een kasteeltje gebouwd in Vlaamse neorenaissancestijl. Tijdens de Tweede Wereldoorlog werd het door de bezetter in beslag genomen en in 1944 werd de generale staf van de Waffen-SS hier gevestigd. Het werd daarop door de geallieerden gebombardeerd. In 1946 werd het herbouwd in eenzelfde neorenaissancestijl.
In 1984 werd het kasteeltje gekocht door de Belgische staat en er kwam onder meer het Vredegerecht in het gebouw. In 1991 werden de grachten gedempt.